# John Keegan
Sir John Desmond Patrick Keegan (Clapham, Londres, 15 de maio de 1934 — Kilmington, 2 de agosto de 2012) foi um professor e historiador britânico especialista em conflitos bélicos. 
Ministrou durante longo período a cadeira de história militar na Real Academia Militar de Sandhurst. Destacado nas áreas de História Militar e Antropologia Militar, é autor de obras sobre assuntos relativos à guerra e vencedor de diversos prêmios.
Apesar de ser um historiador militar, analisou o impacto humano e psicológico da guerra. Sua autoridade técnica o levou praticamente a abertura de uma nova linha na história militar da guerra.

## Obras
- Barbarossa: Invasion of Russia, 1941 (Nova York, 1971) ISBN 0-345-02111-8
- Opening Moves - August 1941 (Nova York: Ballantine Books, 1971) ISBN 0-345-09798-X
- The Face of Battle (Londres, 1976) ISBN 0-670-30432-8
- The Nature Of War com Joseph Darracott (Nova York: Holt, Rinehart and Winston, 1981) ISBN 0-03-057777-2
- Six Armies in Normandy (1982) ISBN 0-14-005293-3
- Zones Of Conflict: An Atlas Of Future Wars com Andrew Wheatcroft (Nova York, 1986) ISBN 0-671-60115-6
- Soldiers, A History of Men in Battle com Richard Holmes (Nova York: Viking Press, 1986) ISBN 0-670-80969-1
- The Mask of Command (Londres, 1987) ISBN 0-7126-6526-9
- The Price of Admiralty (1988) ISBN 0-09-173771-0
- Who Was Who In World War II (1978) ISBN 0-85368-182-1
- The Illustrated Face of Battle (Nova York e Londres: Viking, 1988) ISBN 0-670-82703-7
- The Second World War (Viking Press, 1990) ISBN 0-670-82359-7
- Uma História da Guerra - no original A History of Warfare (Londres, 1993) ISBN 0-679-73082-6
- The Battle for History: Refighting World War Two (Vintage Canada, 1995) ISBN 0-679-76743-6
- Warpaths (Pimlico, 1996) ISBN 1-84413-750-3
- Fields of Battle: The Wars for North America (1997) ISBN 0-679-74664-1
- War and Our World: The Reith Lectures 1998 (Londres: Pimlico, 1999) ISBN 0-375-70520-1
- The Book of War (ed.) (Viking Press, 1999) ISBN 0-670-88804-4
- The First World War (Londres: Hutchinson, 1998) ISBN 0-09-180178-8; (Nova York: Alfred A. Knopf, 1999) ISBN 0-375-40052-4
- Winston Churchill (2002) ISBN 0-670-03079-1
- Intelligence in War: Knowledge of the Enemy from Napoleon to Al-Qaeda (2003) ISBN 0-375-40053-2
- The Iraq War (2004) ISBN 0-09-180018-8
- Atlas of World War II (ed.) (Londres: Collins, 2006) ISBN 0-00-721465-0 (atualização do Atlas da Time de 1989)
- The American Civil War (Londres, Hutchinson, 2009) ISBN 978-0-09-179483-5

1. ↑  Correia, Sílvia Adriana Barbosa (dezembro de 2014). «Cem anos de historiografia da Primeira Guerra Mundial: entre história transnacional e política nacional». Topoi (Rio de Janeiro) (29): 650–673. ISSN 2237-101X. doi:10.1590/2237-101X015029011. Consultado em 2 de abril de 2024